# The Minch

Mappa del Minch

The Minch (in gaelico scozzese: An Cuan Sgitheanach, An Cuan Sgìth, Cuan na Hearadh, An Cuan Leòdhasach), chiamato talvolta anche come North Minch, è un canale dell'Oceano Atlantico, situato nel nord-ovest della Scozia e, più precisamente, nell'area dell'arcipelago delle Ebridi Esterne, dove separa l'isola di Skye dalle isole di Lewis e Harris e North e South Uist.

## Toponomastica
In antico nordico, il canale era noto come Skotlandsfjoro.

## Geografia
Il canale ha una lunghezza che varia dai 40 ai 70 km.

## Storia
Si ritiene che il Minch sia il luogo dove sia caduto il più grande meteorite che abbia mai colpito le isole britanniche.

## Folclore
Secondo le credenze popolari, nel Minch vivrebbero delle creature sovrannaturali dalla pelle blu e simili alle sirene, noti come gli uomini blu del Minch (Blue Men of the Minch).